# Riedelia grandiligula
Riedelia grandiligula är en enhjärtbladig växtart som beskrevs av Theodoric Valeton. Riedelia grandiligula ingår i släktet Riedelia och familjen Zingiberaceae. Inga underarter finns listade i Catalogue of Life.